# Гевкалюк Наталія Олександрівна
Гевкалюк Наталія Олександрівна (нар. 9 червня 1961, Баранівка, Житомирська область, Україна) — українська науковиця у галузі медицини, доктор медичних наук (2015), професор (2016), професор кафедри дитячої стоматології Тернопільського національного медичного університету імені І. Я. Горбачевського.

## Життєпис
Н. О. Гевкалюк 1983 року закінчила стоматологічний факультет Івано-Франківського державного медичного інституту.
1984—1990 — працювала в Івано-Франківській міській дитячій стоматологічній поліклініці, відділенні дитячої стоматології стоматологічної поліклініки Івано-Франківського медичного інституту, лікарем-стоматологом.
1990—1993 — асистент кафедри стоматології дитячого віку; 1993—2002 — асистент кафедри стоматології факультету інтернатури; 2002—2003 — асистент кафедри дитячої стоматології Івано-Франківського державного медичного університету.
2003—2010 — доцент кафедри теорії і методики фізичної культури та спорту Прикарпатського національного університету імені Василя Стефаника.
З 2010 року працює у Тернопільському національному медичному університеті імені І.Я. Горбачевського: доцент кафедри терапевтичної та дитячої стоматології (2010—2011); завідувач кафедри дитячої стоматології (2011—2013); доцент кафедри дитячої стоматології (2013—2016). 
Від 2016 року — професор кафедри дитячої стоматології ТНМУ.

## Наукова діяльність
2003 року захистила кандидатську дисертацію за спеціальністю 14.01.22 — «стоматологія» на тему «Клініко-лабораторні аспекти та прогнозування важкості перебігу герпетичного стоматиту у дітей» в Івано-Франківському медичному університеті (науковий керівник — кандидат медичних наук, доц. Казакова Р. В.).
2015 року захистила докторську дисертацію за спеціальністю 14.01.22 — «стоматологія» на тему «Імунобіологічні аспекти патогенезу, профілактики та лікування уражень слизової оболонки порожнини рота і слинних залоз у дітей при грипі та інших респіраторних вірусних інфекціях» в ДУ «Інститут стоматології Національної академії медичних наук України» (науковий консультант — доктор медичних наук, професор Скиба В. Я.).

###### Наукові інтереси
Основні наукові здобутки стосуються методів діагностики, лікування та профілактики захворювань твердих тканин зуба та їх ускладнень, захворювань тканин пародонта та слизової оболонки порожнини рота у дітей[джерело не вказане 1313 днів].
Н. О. Гевкалюк брала безпосередню участь у проведенні широкомасштабного епідеміологічного дослідження дитячого населення рівнинних, середньо-гірських та гірських районів Івано-Франківщини; епідеміологічного дослідження  населення Тернопільщини, проведеного під керівництвом завідувача відділом епідеміології та профілактики основних стоматологічних захворювань, стоматології дитячого віку та ортодонтії ДУ «Інститут стоматології та щелепно-лицевої хірургії НАМН України», проф. Дєньги О. В.[джерело не вказане 1313 днів] Проведені дослідження стали підґрунтям для створення регіонально-орієнтованих програм профілактики карієсу зубів і захворювань пародонта у населення України.[джерело не вказане 1313 днів]

## Науковий доробок
Є автором і співавтором 167 праць, з яких 3 — у періодичних виданнях, включених до наукометричної бази Scopus, 4 — у періодичних виданнях, включених до наукометричної бази Web of science; 5 патентів, 2 раціоналізаторські пропозиції, автор - 1, співавтор 10 навчальних посібників.
Основні наукові праці
1. Марченко О.І., Казакова Р.В., Дичко Є.Н., Рожко М.М., Гевкалюк Н.О. Захворювання слизової оболонки порожнини рота у дітей: Навч. посібник для студ. стомат. ф-ту. Вид-во ІФДМА, 2004. – 134 с.
2. Гасюк П.А., Гевкалюк Н.О., Щерба В.В. Альбом із пропедевтики ортопедичної стоматології: Навч.  посібник для студ. стомат.ф-тів //Вид-во “Укрмедкнига”, Тернопіль, 2012. - 211с.
3. Казакова Р.В., Матейко Г.Б., Гевкалюк Н.О. Ураження слизової оболонки порожнини рота у дітей при гострих респіраторних захворюваннях: Навч.  посібник для студ. стомат.ф-тів /Р.В.Казакова, Г.Б. Матейко, Н.О. Гевкалюк та ін. //Вид-во “ФОП Сабов А.М.”, Ужгород, 2019. - 191с.
4. Гевкалюк Н.О. Теоретичні основи та сучасні тенденції превентивної стоматології: навч.посібн. /Н.О.Гевкалюк.- Тернопіль: Укрмедкнига, 2020. - 152с.
5. Гевкалюк Н.О. Сучасні уявлення про порушення стану органів та тканин порожнини рота у дітей і фактори, що їх визначають /Гевкалюк Н.О., Пудяк В.Є., Пинда М.Я. //«Сучасні здоров’язбережувальні технології»: монографія /за заг. редакцією проф. Ю. Д. Бойчука. – Харків: ХНПУ ім. Г. С. Сковороди, 2018. – С.155-169.
6. Никифорчин У.P., Гевкалюк Н.О., Рожко М.М., Никифорчин Р.В., Ожоган З.Р. Особливості мікробіоценозу ротової порожнини пацієнтів із стоматологічними захворюваннями з порушеннями в системі місцевого імунітету //Мікробіологічний журнал, 2004. - №1. Т.66. - С. 57 - 61. Scopus.
7. Гевкалюк Н.О. Показники функціональних реакцій епітеліоцитів порожнини рота при ГРВІ у дітей  //Світ медицини та біологіі, 2012 .- №4.- С.7-10. Web of science
8. Гевкалюк Н.О. Білки гострої фази запалення як показники неспецифічної резистентності організму дітей, хворих на ГРВІ //Медична хімія, 2012. -Т.14, №4 (53).-С.67-70.
9. Гевкалюк Н.О., Видойник О.Я. Прояви уражень слизової оболонки порожнини рота при гострих вірусних інфекціях респіраторного тракту у дітей, схильних до алергічних реакцій //Світ медицини та біологіі.- 2013.-№2(38).- С.104-106. Web of science
10. Гевкалюк Н.О. Лейкограма як показник реактивності організму дітей, хворих на гострі респіраторні вірусні інфекції  /Н.О. Гевкалюк //Актуальні питання педіатрії, акушерства та гінекології, 2013.- №1.-С.22-25.
11. Гевкалюк Н.О., Косенко К.М. Структурно-функціональні зміни великих слинних залоз при грипі //Вісн. наук.досліджень.-  2014. - № 1. - С. 51-53.
12. Гевкалюк Н.О. Антиоксидантно-прооксидантні відношення у крові хворих на ГРВІ дітей із проявами захворювання  в порожнині рота // Медична та клінічна хімія. – 2015. -№3.-  С.40-43.
13. Гевкалюк Н.О. Оцінка функціональної активності слинних залоз у дітей при грипі та інших респіраторних вірусних інфекціях /Н.О.Гевкалюк //Інфекційні хвороби.- 2016.-№2.- С.15-17.
14. Гевкалюк Н.О. Клінічна ефективність застосування фітопрепарату «Ресверазин» в комплексному лікуванні генералізованого пародонтиту /Н.О.Гевкалюк //Вісник наукових досліджень.- 2017.-№4.- С.87-91.
15. Гевкалюк Н.О. Состояние неспецифической резистентности слизистой оболочки полости рта при гриппозном стоматите у детей в концепции общности MALT-системы /Н.А. Гевкалюк, Н.И. Сидлярук, М.Я. Пинда, В.Е. Пудяк, В.Я. Крупей //Georgian Medical News. - 2018. -№7-8 (280-281).- С.34-40. – Scopus.
16. Gevkaliuk N. O. Oxidized homeostasis  in states of child flu stomatitis / N. O. Gevkaliuk, N.I. Sydliaruk, L.Ya.Posolenuk, O.Ya. Vydoinyk, L.I. Kuchyrka //Відомості лікарські - //Wiadomosci Lekarskie. – ТОМ LXXII, 2019, Nr 3, marzec, p. 405-408. Польща – Scopus
17. Авдєєв О.В. Стан тканин періодонту удітей за бронхіальної астми /О.В. Авдєєв, О.Я. Видойник, Н.О. Гевкалюк та ін. //Світ медицини та біології. - 2019.-№3 (69).- С. 7-9. Web of science
18. Gevkaliuk N. O. Features of the alveolar bone mucous membrane cellular composition restructuring in case of premature loss of teeth /N. O. Gevkaliuk, V.R. Machogan //Світ медицини та біології.- 2019. - №4 (70). - 55-59. Web of science.
19. Древніцька Р.О. Динаміка активності фосфатаз у сироватці крові та гомогенаті тканин пародонта при експериментальному гінгівіті /Р.О. Древніцька, Н.О. Гевкалюк, О.В. Авдєєв //Клінічна стоматологія, 2020. - №3.- С.71-77.

## Громадська робота
Гевкалюк Наталія Олександрівна веде активну громадську роботу, зокрема, у рамках благодійної діяльності ТНМУ вона проводить стоматологічне обстеження і лікування дітей із особливими потребами, за роботу з якими відзначена подяками благодійної організації «Дім милосердя» (м.Чортків, Тернопільська область); театралізовані інформаційно-просвітницькі вистави «Уроки здорової усмішки» разом зі студентами ТНМУ.